# NGC 3312
NGC 3312 (другие обозначения — IC 629, ESO 501-43, MCG -4-25-39, AM 1034-271, IRAS10346-2718, PGC 31513) — спиральная галактика (Sb) в созвездии Гидра.
Этот объект входит в число перечисленных в оригинальной редакции «Нового общего каталога».
Галактика NGC 3312 входит в состав группы галактик NGC 3312. Помимо NGC 3312 в группу также входят ещё 10 галактик.
Является большой пекулярной спиралью, находится рядом с центром скопления Гидры I.